# 서울혁신파크
서울혁신파크는 옛 국립보건원 후적지에 혁신 관련 벤처기업, 인권단체 등이 입주한 곳을 말한다.
주소는 서울특별시 은평구 통일로 684(녹번동 5)며, 불광역 남동쪽에 있다.
서울특별시청의 문서고 역할을 맡는 서울기록원이 혁신파크 내에 있다.